# Bruno Bara
Bruno Bara (Milão, 28 de fevereiro de 1949) é um psiquiatra, neurocientista e linguista italiano. Graduado em Medicina pela Universidade de Milão em 1973, foi professor na Universidade de Sussex e na Universidade de Cambridge, sob a supervisão do psicólogo Philip Johnson-Laird, com quem publicou trabalhos fundamentais sobre raciocínio dedutivo e sua reprodução com técnicas de inteligência artificial. Em seguida, passou pela Universidade da Califórnia em Berkeley e estudou psicologia na Universidade de Trieste, Universidade de Florença e Universidade de Turim.
Fundou em Turim o Centro de Pesquisa em Ciências Cognitivas e, entre 2014 e 2015, foi presidente da Associação Internacional de Ciências Cognitivas. Sua atividade como neurocientista concentra-se na comunicação humana, no campo que autointitulou neuropragmática, dedicada ao estudo da deterioração da comunicação devido a traumas ou patologias cerebrais. Sua teoria, conhecida como pragmática cognitiva, descreve os estados mentais dos interactantes em uma interação real. Baseia-se em experiências com adultos e crianças, saudáveis e portadoras de patologias genéticas ou adquiridas, e em métodos de neurociência, como imagem por ressônancia magnética funcional.

## Obras
- La simulazione del comportamento. L'intelligenza artificiale: analisi e riproduzione di attività mentali umane, Franco Angeli, 1977
- Computational models of natural language processing, Elsevier Science, Amsterdam, 1984
- Pragmatica cognitiva: I processi mentali della comunicazione, Bollati Boringhieri, 1999
- Il metodo della scienza cognitiva: Un approccio evolutivo alla simulazione della mente, Bollati Boringhieri, 2000
- Il sogno della permanenza: L'evoluzione della scrittura e del numero, Bollati Boringhieri, 2003
- Nuovo manuale di psicoterapia cognitiva (vol. I: Teoria; vol. II: Clinica; vol. III: Patologie). Bollati Boringhieri, 2005-6
- Dinamica del cambiamento e del non cambiamento, Bollati Boringhieri, 2007
- Cognitive Pragmatics: the mental processes of communication, MIT Press, Cambridge, MA, 2010
- Dimmi come sogni. Interpretazione emotiva dell'esperienza onirica, Mondadori, 2012
- Cognitive Science: A developmental approach to the simulation of the mind, Psychology Library Editions, Routledge, London and New York, 2016
- Il terapeuta relazionale: Tecnica dell'atto terapeutico, Bollati Boringhieri, 2018